# NGC 4429
NGC 4429 é uma galáxia espiral (S0-a) localizada na direcção da constelação de Virgo. Possui uma declinação de +11° 06' 27" e uma ascensão recta de 12 horas, 27 minutos e 26,3 segundos.
A galáxia NGC 4429 foi descoberta em 15 de Março de 1784 por William Herschel.